# مايكل بولس
مايكل بولوس (مواليد 27 أغسطس 1997) هو رجل أعمال أمريكي. هو صهر الرئيس الخامس والأربعين والسابع والأربعين للولايات المتحدة دونالد ترامب من خلال زواجه من تيفاني ترامب. والده هو مسعد بولوس. مايكل ذو أصول لبنانية وفرنسية.

## الحياة المبكرة والتعليم
ولد في هيوستن، تكساس، الولايات المتحدة، وهو مدير تنفيذي يشغل منصب الرئيس التنفيذي لشركة SCOA نيجيريا، وسارة، مؤسسة جمعية الفنون الأدائية في نيجيريا.
في سن مبكرة، انتقلت عائلته إلى نيجيريا، حيث توجد أعمالهم. هو شقيق فارس بولس. نشأوا في مدينة لاغوس، حيث التحق بمدرسة المدرسة الأمريكية الدولية في لاغوس وتخرج منها. ثم انتقل بولوس إلى لندن، حيث حصل على درجة البكالوريوس في إدارة الأعمال العالمية من جامعة ريجنت بلندن في عام 2018، ودرجة الماجستير في إدارة المشاريع والتمويل والمخاطر من جامعة سيتي بلندن في عام 2019.

## الحياة الشخصية
في صيف عام 2018، قابل بولوس تيفاني ترامب، الابنة الرابعة للرئيس الأمريكي دونالد ترامب، بينما كان في اليونان.
بدأ الثنائي علاقةً و أعلنت تيفاني ترامب رسمياً عن خطوبتهما في 19 يناير 2021، قبل يوم واحد من مغادرة والدها مكتبه كرئيس للولايات المتحدة. تزوج ميشيل بولوس وتيفاني ترامب في عام 2022. أنجبت تيفاني طفلهم الأول في 15 مايو 2025.

## روابط خارجية
- مايكل بولس على إنستغرام